# Raúl Lara
Raúl Rodrigo Lara Tover (Città del Messico, 28 febbraio 1973) è un ex calciatore messicano, di ruolo centrocampista.

## Carriera

### Club
Centrocampista difensivo, con scarsa propensione al gol, milita per 12 anni nel Club América giocando più di 300 partite nel campionato messicano di calcio. Nel 2003 si trasferisce al San Luis, dove rimane per una sola stagione prima di passare nella squadra dove si ritira, il Puebla.

### Nazionale
Con la nazionale messicana ha giocato 39 partite tra il 1996 e il 2000, partecipando al campionato del mondo 1998 e vincendo due edizioni della CONCACAF Gold Cup, nel 1996 e nel 1998.